# بزرگ‌شده‌ها ۲
بزرگ‌شده‌ها ۲ (انگلیسی: Grown Ups 2) نام فیلمی کمدی به کارگردانی دنیس دوگان می‌باشد. از بازیگران معروف این فیلم می‌توان به ادام سندلر و کوین جیمز اشاره کرد.

## داستان فیلم
سه سال پس از حوادث نسخه اول این فیلم، لنی فدر (ادام سندلر) به همراه خانوداده اش به زادگاه خویش یعنی کانکتیکات مهاجرت می‌کنند؛ و تعطیلات تابستانی خود را در آنجا می‌گذرانند، اما در بین تعطیلات دوستان لنی خواستار گرفتن مهمانی در خانه‌اش را دارند، این در حالی
است که لنی همانند قبل شور وحال جوانی را ندارد اما در پایان…

## بازیگران

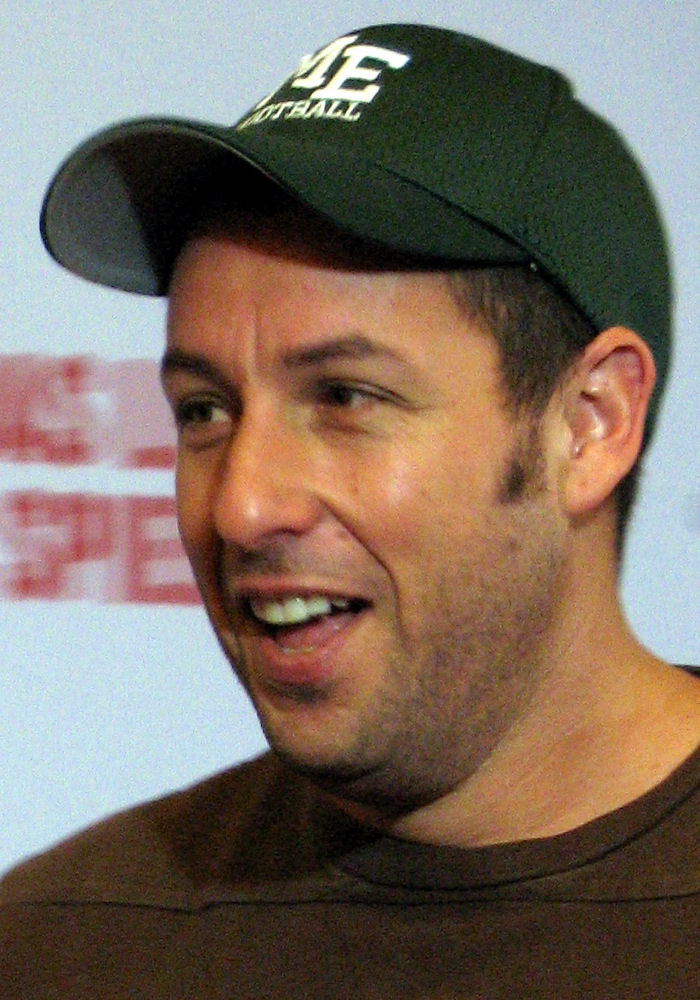
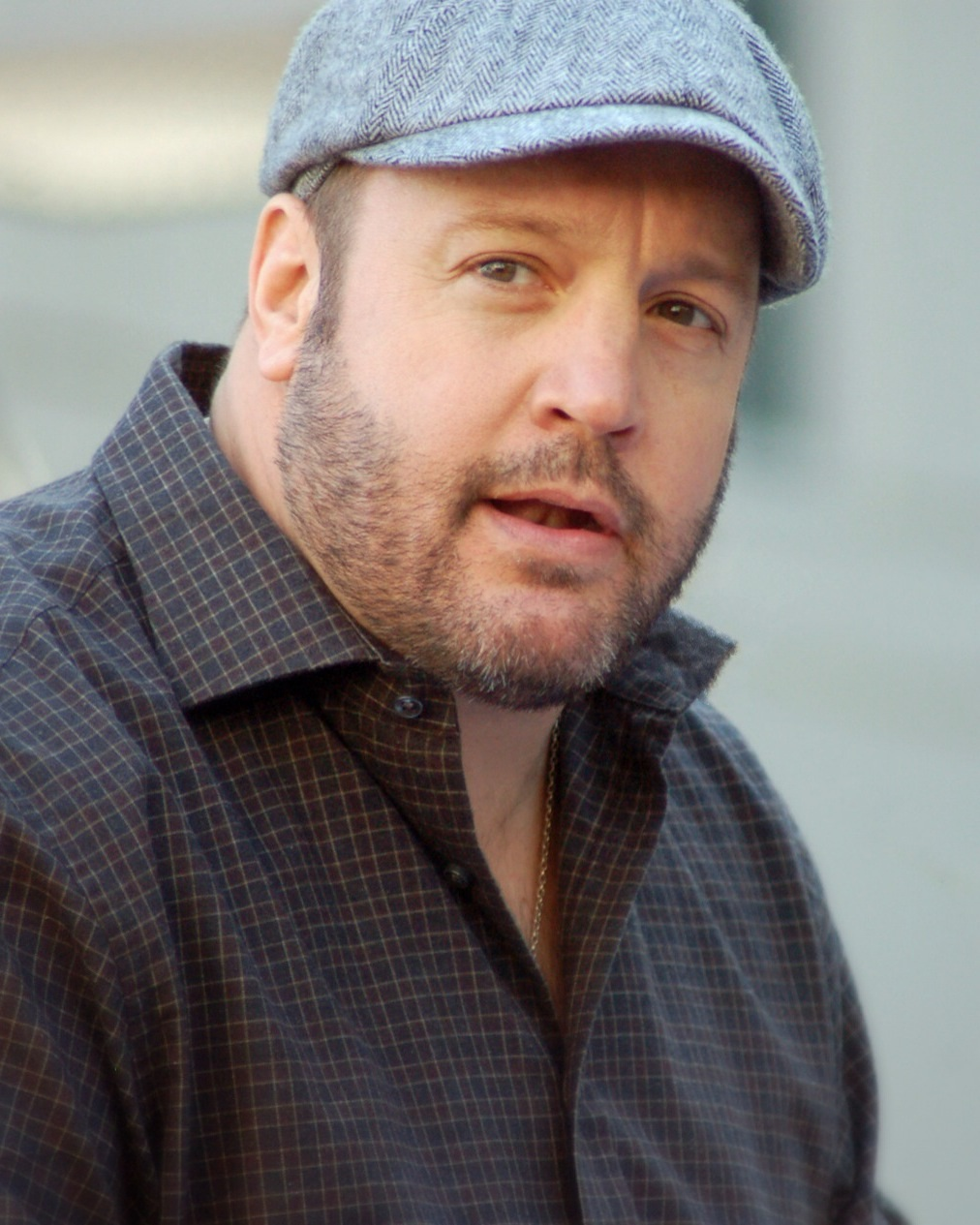

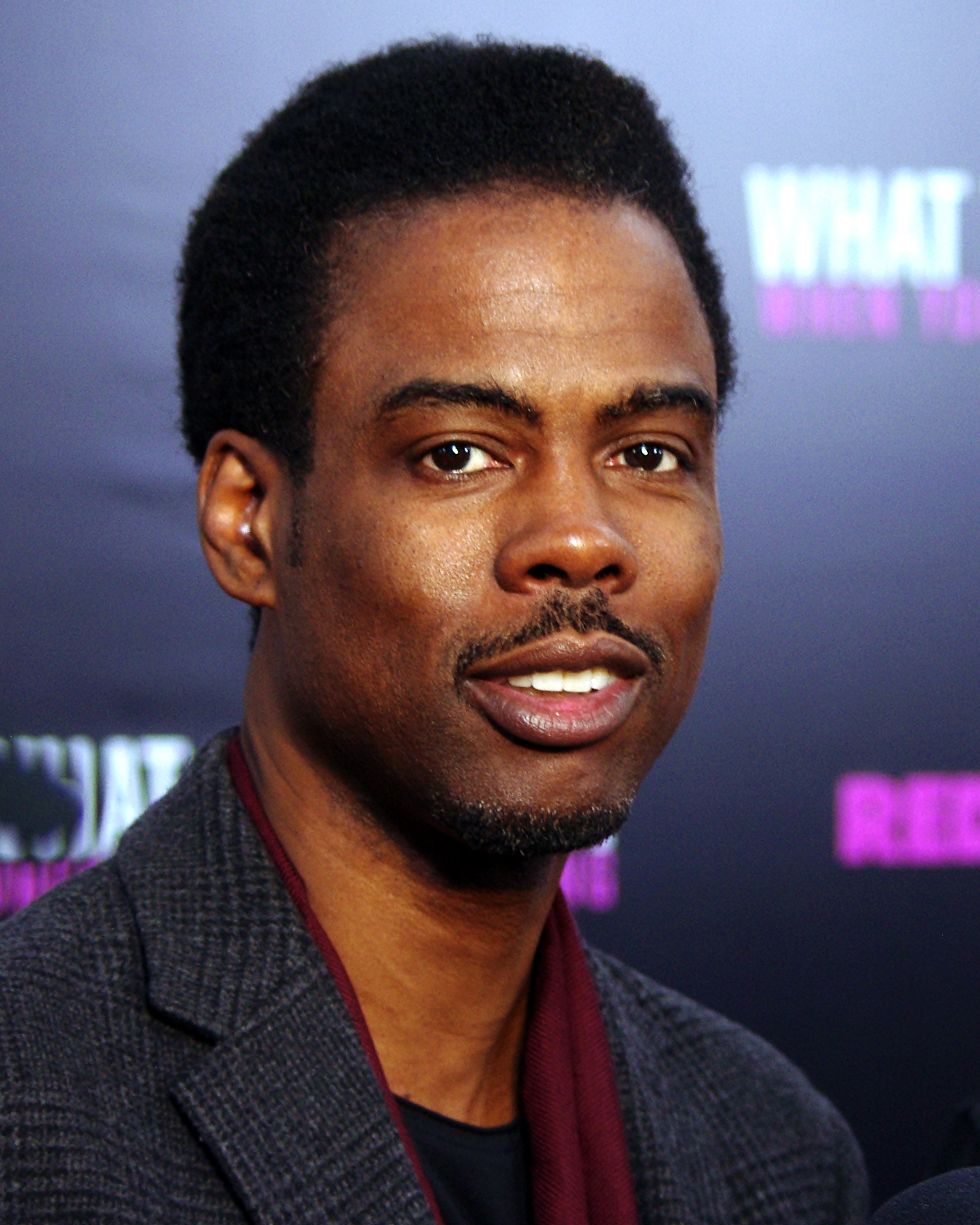
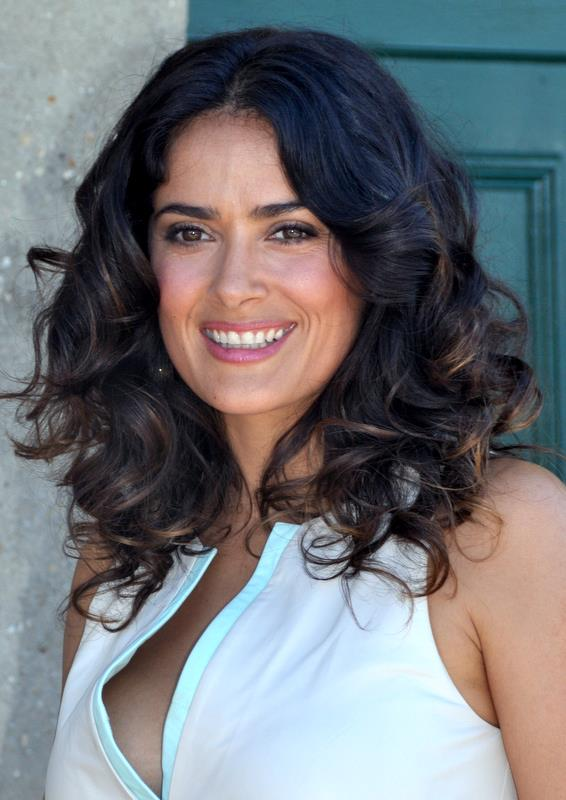

استیو آستین